# Глен Еко (Мериленд)
Глен Еко (енгл. Glen Echo) град је у америчкој савезној држави Мериленд.

## Демографија
По попису из 2010. године број становника је 255, што је 13 (5,4%) становника више него 2000. године.
| Група             | 2000.       | 2010.       |
| Белци             | 230 (95,0%) | 230 (90,2%) |
| Афроамериканци    | 6 (2,5%)    | 3 (1,2%)    |
| Азијати           | 3 (1,2%)    | 6 (2,4%)    |
| Хиспаноамериканци | 4 (1,7%)    | 10 (3,9%)   |
| Укупно            | 242         | 255         |